# 楢喜八
楢喜八（なら きはち、本名: 細坪宗利 、1939年5月19日 - ）は、イラストレーター、挿絵作家。日本漫画家協会会員。
フォークデュオ「ふきのとう」の細坪基佳は従兄弟の子。

## プロフィール
1939年、樺太に生まれる。1948年から1958年まで、北海道沼田町で過ごす。金沢美術工芸大学卒業。卒業後、デザイン会社に勤務するが、1964年以後、イラストレーターとして活動。
1979年、講談社出版文化賞受賞。2004年、田河水泡賞受賞。

## 経歴
- 1965年：三人展（東京日本橋・ときわ画廊）
- 1966年：個展（東京日本橋・ときわ画廊）
- 1968年：ミステリマガジン（早川書房）「幻想と怪奇」特集オーガスト・ダーレス作「ダーク・ボーイ」のさし絵でデビュー
- 1977年：二人展（サンフランシスコギャラリーボヤージ）
- 1978年：個展（銀座・地球堂ギャラリー、横浜・つうりすとギャラリー）
- 1990年：「学校の怪談」シリーズで挿絵を描く
- 1991年：二人展「楢喜八vsウノ・カマキリ」（東京水道橋・しろとくろと）
- 1995年：個展（室蘭・丸井今井ギャラリー）、「八・一トリオ展」（神戸からスタート）
- 1998年：個展「楢喜八の仕事」（東京音羽・Ｅ＆Ｅギャラリー）
- 2003年：Theユーモア展（東京・アートミュージアムギンザ）

上記は
- 2010年:滋賀県長浜市黒壁美術館  楢喜八［月のある風景］展
- 2015年：小樽市立小樽文学館企画展「学校の怪談とSF・ミステリのある風景 楢喜八原画展」

## その他
- 「楢喜八」はペンネーム。
- 「私の八月十五日」の会のメンバーを務めている。

## 主な著作
学校の怪談の挿絵を担当。
- 『楢喜八の学校の怪談ベスト・コミックス』講談社 1997/7